# Džemaludin Mušović
Džemaludin Mušović (Sarajevo, 30 oktober 1944) is een voormalig Bosnisch profvoetballer. Hij speelde als aanvaller en stapte na zijn actieve loopbaan het trainersvak in.

## Clubcarrière
Mušović begon zijn loopbaan in 1962 bij FK Sarajevo. Daarna kwam hij uit voor Hajduk Split, om in 1972 over te stappen naar Standard Luik. Bij die club speelde hij in totaal drie seizoenen en kwam hij tot vijftien treffers in 44 duels. Mušović sloot zijn carrière af in Frankrijk. Met Hajduk Split won hij in 1967 de Beker van Joegoslavië.

## Interlandcarrière
Mušović speelde tien interlands voor het Joegoslavisch nationaal elftal (1965-1968) en scoorde twee keer voor zijn vaderland. Hij maakte zijn debuut voor de nationale ploeg op 19 september 1965 in de WK-kwalificatiewedstrijd in en tegen Luxemburg (2-5). Mušović nam in dat duel het voorlaatste doelpunt van de Joegoslaven voor zijn rekening. De overige treffers kwamen op naam van Milan Galić (2) en Dragan Džajić (2).

## Trainerscarrière
Na zijn actieve loopbaan was Mušović geruime tijd werkzaam in Joegoslavië als (assistent-)coach, onder meer van NK Čelik Zenica en FK Sarajevo. In 1990 vertrok hij naar het Midden-Oosten. Na acht jaar keerde hij terug naar Europa; hij werd aangesteld als bondscoach van Bosnië en Herzegovina als opvolger van Fuad Muzurović. In totaal had Mušović de nationale ploeg slechts zeven duels onder zijn hoede: één overwinning, twee gelijke spelen en vier nederlagen. Hij werd begin 1999 opgevolgd door Faruk Hadžibegić.

## Erelijst
Hajduk Split
- Beker van Joegoslavië

1967